# Kozorožec walia
Kozorožec walia (Capra walie, amharštinou : ዋልያ wālyā), známý též jako kozorožec habešský, je ohrožený druh kozorožce. Někdy je považován za poddruh kozorožce horského. Mezi hrozby pro tento druh patří ztráta stanoviště, pytláctví a omezené rozšíření; pouze asi 600 jedinců přežilo na Etiopské vysočině, soustředěno v Simienských horách. Pokud by se jejich počet zvýšil, okolní horské stanoviště by stačilo k udržení jen asi dvoutisícové populace. Jediným známým divokým predátorem dospělých jedinců jsou hyeny, mláďata však loví i různé druhy lišek a koček. Kozorožci patří mezi kozy a kozorožec walia je nejjižněji žijícím kozorožcem. Na konci 90. let 20. století byl načas přeřazen z hodnocení ohrožený do kategorie kriticky ohrožený a to hlavně kvůli klesající populaci.

## Vzhled

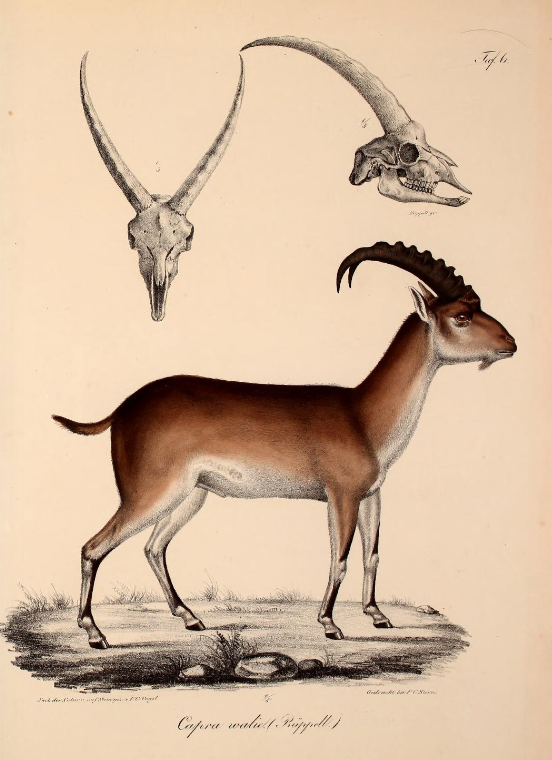
Rüppellovo zobrazení druhu (1835).

Tato zvířata mají čokoládově hnědou až kaštanově hnědou barvu srsti, šedohnědou tlamu a světlejší šedou barvu u očí a na nohou. Břicho a vnitřek nohou jsou bílé a na nohou těchto zvířat se táhnou černobílé vzory. Samci váží 80–125 kg a mají velmi dlouhé rohy, které se zakřivují dozadu a dosahují délky až 110 cm. Rohy používají při soubojích o dominanci. Samci také mají výraznou černou bradku. Její délka se mění s věkem. Starší samci mají delší a silnější vousy než mladí. Samice mají také rohy, ale jsou kratší a tenčí. Samice jsou celkově menší a mají světlejší barvu. Celkově je kozorožec walia menší a štíhlejší než kozorožec horský.

## Chování
Kozorožec walia žije ve stádech od pěti do dvaceti zvířat. Starší a vyspělejší samci jsou však často osamělejší, i když většinou zůstávají v blízkosti hlavního stáda a se stádem se znovu setkávají za účelem rozmnožování. Stáda kozorožců cestují denně na půl až dvou kilometrovou vzdálenost.

## Stanoviště a ekologie
Kozorožci walia žijí ve velmi strmých skalnatých oblastech v nadmořské výšce 2 500 - 4 500 m. Jejich stanovišti jsou horské lesy, subalpinské pastviny a křoviny. Jsou to spásači. Jejich strava zahrnuje byliny, lišejníky, keře, trávy a popínavé rostliny. Kozorožci jsou často viděni stojící na zadních nohách, aby se dostali k mladým výhonkům obřího vřesu. Jsou nejaktivnější ráno a večer. Samci žijí v „mládeneckých“ skupinách, samice tvoří stádečka se svými mláďaty. Páření probíhá od března do května. Březost trvá 150–165 dní. Samice rodí jedno nebo dvě kůzlata. Kozorožci dosahují pohlavní dospělosti ve věku jednoho roku.

## Hrozby
Tento druh se vyskytuje pouze v horách na severu Etiopie. Ve 20. století se jeho populace výrazně snížila. V letech 1994–1996 přežívalo pouze 200–250 zvířat, do roku 2004 se počet zvýšil na přibližně 500 jedinců, k roku 2020 je uváděno necelých 600 dospělých zvířat. Ztráta biotopu a lov jsou hlavními hrozbami. Zasahující osídlení, pastva hospodářských zvířat a pěstování jsou také velkými problémy. Stavba silnic rovněž fragmentuje jejich stanoviště. Nejdůležitější oblastí pro jejich přežití je nyní 13 600 hektarů velký Národní park Simienské hory, který byl založen v roce 1969. Kozorožec walia je podle IUCN považován za zranitelného (stav k roku 2020), když předtím od roku 1996 byl veden jako kriticky ohrožený a v roce 2004 byl hodnocen ještě jako ohrožený. K přežití potřebuje další ochranná opatření. Vzhledem k tomu, že nikde na světě není chována žádná populace v zajetí, IUCN doporučuje odchytit několik jedinců, aby bylo vytvořeno jádro chovatelské skupiny v zajetí.